# Maryja Kalesnikava
Maryja Aljaksandraŭna Kalesnikava (belarusiska: Марыя Аляксандраўна Калеснікава, engelska: Maria Kalesnikava), född 24 april 1982 i Minsk i dåvarande Vitryska SSR i Sovjetunionen, är en belarusisk politiker, musiker och dirigent. Under presidentvalet i Belarus 2020 blev hon kandidaten Viktar Babarykas teamledare. Strax därpå blev hon – tillsammans med Svjatlana Tsichanoŭskaja och Veranika Tsapkala – en av de tre oppositionsledarna och symboler för det belarusiska folkets fredliga motstånd mot valfusk och våld.

## Biografi
Maryja Kalesnikava har en examen från Belarusiska statliga musikakademin som flöjtspelare och dirigent. Hon började då hon var 17 år gammal undervisa i flöjtspel vid ett gymnasium i Minsk. Hon spelade flöjt vid Minsks opera, i Michail Finbergs orkester och i Presidentorkestern. Därpå studerade hon på Musikhögskolan i tyska Stuttgart.

### Politiska aktiviteter
I maj 2020 blev Kalesnikava handledare i presidentkandidaten Viktar Babarykas team. Den 18 juni fängslades han, och den 16 juli bestämde de tre mest kända kandidaternas assistenter (Svjatlana Tsichanoŭskaja, Veranika Tsapkala och Maryja Kalesnikava) att ingå samarbete. Dagen före valet, den 8 augusti, blev Kalesnikava frihetsberövad, men hon släpptes snart. Hon deltog aktivt i olika manifestationer emot valfusket, och den 18 augusti blev hon medlem i Koordinationsrådet. Den 31 augusti 2020 grundade hon partiet Razam (som betyder 'Tillsammans').

### Frihetsberövande och fängelsedom
Den 7 september 2020 blev Kalesnikava frihetsberövad i Minsk, och hon fördes mot sin vilja till gränsen mot Ukraina för att försöka få henne att lämna Belarus. Men hon rev då sönder sitt pass och stannade därefter kvar i Belarus. Den 9 september blev hon frihetsberövad och anklagad för försök till statskupp, aktiviteter för att äventyra nationell säkerhet, och uppmaning till sådana aktiviteter via media och internet. Ett år senare, i september 2021, dömdes hon till 11 års fängelse.

### Reaktioner och protester
Frihetsberövandet av Kalesnikava, och senare domen, har fördömts av många länder och organisationer och beskrivits som baserad på fabricerade uppgifter.. Domen beskrivs som uttalat repressiv och ett uttryck för hämnd från president Lukashenka.
- Europeiska unionen fördömde den 7 september 2020 frihetsberövandet av Kalesnikava som "oacceptabelt".[15]
- Tyskland krävde i september 2020 klargörande av omständigheterna kring frihetsberövandet av Kalesnikava, och krävde att alla politiska fångar i Belarus släpps fria.[16]
- Litauen kallade gripandet av Kalesnikava för ovärdigt och jämförbart med Stalin-tidens hemliga polis, och krävde hennes omedelbara frigivning.[17]
- Polen beskrev Kalesnikava's frihetsberövande som avskyvärt och begärde omedelbar frigivning av alla politiska fångar i Belarus.[18][19]
- Storbritannien uttryckte allvarlig oro för Kalesnikava's välbefinnande och uttryckte att högsta prioritet måste ges åt hennes frisläppande.[20]
- USA uttryckte allvarlig oro över försöket från de Belarusiska myndigheterna att utvisa Kalesnikava.[21]
- Amnesty International gav Kalesnikava status som samvetsfånge, och krävde hennes omedelbara frisläppande.[22][10]
- Talmannen i Kosovo's parlament, Vjosa Osmani, undertecknade tillsammans med 9 andra parlamentsledamöter ett brev som krävde Kalesnikavas omedelbara frisläppande.[23][24]

## Utmärkelser
- 2021 – Tilldelad International Women of Courage Award 2021.[25]

- 2022 - Tilldelad Karlspriset 2022.

- 2022 – Tilldelades den 10 mars 2022 Stig Dagermanpriset "för sitt enastående mod i kampen för den enskildes demokratiska rättigheter mot den kriminella makten och en stat som i stället för att skydda sina medborgare, dömer och fängslar dem".[26]